# Jodis dentifascia
Jodis dentifascia là một loài bướm đêm trong họ Geometridae.